# Claudia Pasini
Claudia Pasini   (Trieste, 2 de març de 1939 - Trieste, 23 de setembre de 2015) fou una tiradora d'esgrima italiana, especialista en floret, que va competir durant la dècada de 1950.
El 1960 va prendre part en els Jocs Olímpics d'Estiu de Roma, on guanyà la medalla de bronze en la prova del floret per equips del programa d'esgrima.
En el seu palmarès també destaca una medalla de bronze a les Universíades de 1959.